# Gottlob Benedict Bierey
Gottlob Benedict Bierey (ur. 25 lipca 1772 w Dreźnie, zm. 5 maja 1840 we Wrocławiu) – niemiecki kompozytor, kapelmistrz i kierownik teatrów. 
W Dreźnie uczył się komponować utwory muzyczne u Christiana Ehregotta Weinliga. Po zakończeniu nauki, od 1788 r. do 1806 r. był kierownikiem zespołów operowych w rodzinnym mieście i w Lipsku. Jednocześnie zaczął komponować własne utwory, w tym operę „Wladimir, Fürst von Nowgorod” (1806), która odniosła największy sukces w całym dorobku artysty. W 1807 r. został kapelmistrzem i kierownikiem teatru Kalte Asche i piastował tę funkcję do 1828 r., gdy z powodu pogarszającej się sytuacji finansowej teatru zrzekł się stanowiska w teatrze wrocławskim. W czasie pracy we Wrocławiu napisał operę "Almazinde oder die Höhle Sesam", która cieszyła się dużym powodzeniem. Z Wrocławia przeprowadził się do Lipska, gdzie mieszkał do 1834 r., jednak nie znalazł tam zatrudnienia i w 1834 powrócił do Wrocławia. 
Był autorem 26 oper i operetek, komponował też inne utwory muzyczne, jednak generalnie jego kompozycje nie cieszyły się dużą popularnością.
Był żonaty ze śpiewaczką Sophie Moreau i miał z nią swoje jedyne dziecko - córkę, Wilhelminę Garczyńską, która także została śpiewaczką, występując do 1829 r. we wrocławskim teatrze operowym, a później w operach w innych miastach niemieckich.   